# Mark Ravenhill
Mark Ravenhill (7 giugno 1966) è un drammaturgo, attore e giornalista britannico.
Autore di drammi come Shopping and Fucking (1996), Some Explicit Polaroids (1999) e Mother Clap's Molly House (2000), Ravenhill ha debuttato in teatro come attore con il monologo Product, all'edizione 2005 del Festival Fringe di Edimburgo. Attualmente scrive per la sezione artistica del quotidiano The Guardian ed è direttore associato della Little Opera House di Londra, presso il King's Head Theatre.
Nel 1999 fu tra i destinatari del V Premio Europa Realtà Teatrali conferito al Royal Court Theatre (con Sarah Kane, Jez Butterworth, Conor McPherson, Martin McDonagh).

## Biografia
Mark, primogenito di Ted e Angela Ravenhill è nato nel West Sussex, in Inghilterra, ed ha coltivato un precoce interesse nel teatro, mettendo in scena spettacoli insieme al fratello minore, all'età di otto anni. Ha studiato Inglese e Drammaturgia all'Università di Bristol nel triennio 1984 - 1987. Si è in seguito dedicato alla regia da freelance, ha condotto laboratori teatrali e corsi di drammaturgia.
Nel 1997, Mark Ravenhill è divenuto literary director della compagnia Paines Plough, il cui lavoro è incentrato sulla drammaturgia contemporanea. Nel 2003, durante la direzione di Nicholas Hytner, Ravenhill ha lavorato al National Theatre.
Mark Ravenhill è oggi un autore molto rappresentato: i drammi brevi Totally Over You e Citizenship, scritti sotto l'egida del National Theatre per un pubblico giovane, hanno all'attivo numerose produzioni. Protagonista della drammaturgia britannica negli anni Novanta e Duemila, Mark Ravenhill è anche un estimatore della letteratura teatrale del passato: ha speso parole di apprezzamento per quei registi che si dedichino ai classici, ed evidenziato una certa vacuità presente in certa produzione contemporanea. Nel medesimo articolo, Ravenhill ha puntato il dito contro l'abitudine dei registi a rinchiudersi in un "eterno presente", rinunciando a conoscere generi e culture teatrali su cui poggia la drammaturgia contemporanea. Ravenhill è un appassionato di pantomima, alla quale ha dedicato un documentario, trasmesso dalla radio britannica, e il dramma Dick Whittington, scritto nel 2006 per il Barbican Theatre.
La scrittura di Ravenhill si è sviluppata e trasformata negli anni Duemila. Laddove i testi del decennio precedente (tra cui Shopping and Fucking, Handbag, e Some Explicit Polaroids) erano informati dall'istanza di rappresentare la realtà britannica del loro tempo, i successivi si sono concentrati maggiormente sulla sperimentazione formale e su un'attrazione per l'astratto. Product, il suo one-man show debuttato nel 2005 al Festival Fringe di Edimburgo e riproposto in una tournée internazionale, è tanto una satira delle abitudini mentali occidentali post-11 settembre in merito al terrorismo, quanto una sottile riflessione sui limiti del linguaggio, e sui modi di ritrarre la realtà contemporanea. Il controverso dramma The Cut, presentato nel 2006 sul palco della Donmar Warehouse con Ian McKellen, è una distopia in cui, in un tempo imprecisato e in una nazione senza nome, esiste una misteriosa operazione chirurgica - il "taglio", appunto, tanto repellente quanto attraente, dagli straordinari effetti psichici.
Nel 2008 il Royal Court Theatre, il Gate Theatre, il National Theatre, le compagnie Out of Joint e Paines Plough hanno rappresentato i diciassette drammi brevi scritti da Ravenhill per il Festival Fringe di Edimburgo nel 2007, sotto il titolo unico Ravenhill for Breakfast, modificato in seguito in Shoot/Get Treasure/Ripeat, un'opera che esprime chiaramente lo stile più politicamente indiretto degli ultimi anni.
In tempi più recenti Ravenhill si è dedicato alla sceneggiatura di serie televisive: Vicious (2013), Doctor Who (2014). Nel 2012 Mark Ravenhill è stato Writer in Residence della Royal Shakespeare Company.
Mark Ravenhill ha sempre dedicato una particolare attenzione ai temi del genere e dell'omosessualità: è del 2009 il reading A Life In Three Acts, in cui Ravenhill ha fatto confluire la trascrizione delle sue conversazioni con Bette Bourne, attore, drag queen ed attivista, messo in scena al Traverse Theatre di Edimburgo, ripresentato l'anno successivo alla St. Ann's Warehouse di Brooklyn, a New York e al Soho Theatre a Londra. Una precedente collaborazione con Bourne, all'Union Theatre di Londra nel 2007, era sfociata nello spettacolo Ripper, per cui Bourne ha recitato nei panni della Regina Vittoria.
Nel 2012 il Coro maschile gay di Londra gli ha commissionato un testo per la celebrazione del suo ventunesimo anniversario, musicato da Connor Mitchell, e intitolato Shadow Time. Il testo esplora l'evoluzione della mentalità nei confronti dell'omosessualità, nel ventennio di attività della formazione corale. La prima rappresentazione ha luogo al Royal Festival Hall, il 6 maggio, all'interno del concerto estivo A Band of Brothers.

## Testi teatrali
- Fist (1995)
- Shopping and Fucking (1996), contenuto nella raccolta Nuovo teatro inglese, Ubulibri (1997)
- Faust Is Dead (1997)
- Sleeping Around (1998)
- Handbag (1998)
- Some Explicit Polaroids (1999)
- Mother Clap's Molly House (2000)
- Feed Me (Radio Play) (2000)
- Totally Over You (2003)
- Education (2004)
- Citizenship (2005)
- Product (2005)
- The Cut (2006)
- Pool (No Water) (2006)
- Ravenhill For Breakfast (2007)
- Scenes From Family Life (2007)
- Shoot/Get Treasure/Repeat (2008)
- Over There (2009)
- The Experiment (2009)
- Ten Plagues - A Song Cycle (2011)
- Candide. Ispirato a Voltaire (Candide) (2013), Titivillus, (2016)
- Ghost Story (2015)
- The Cane (2018)
- The Boy in the Dress (2019)
- Ben and Imo (2024)

## Traduzioni
- L'incoronazione di Poppea di Claudio Monteverdi (2011)